# Museo Cívico Filangieri
El Museo Cívico Filangieri (en italiano: Museo civico Gaetano Filangieri) Es una colección ecléctica de obras de arte, monedas y libros reunidos en el siglo XIX por Gaetano Filangieri, Príncipe de Satriano, que fueron donados a la ciudad de Nápoles en Italia como museo. La colección está ubicada en el imponente palacio del Príncipes del siglo XV llamado Palacio Cuomo (o Como) en la Via Duomo, justo al norte de la intersección de Corso Umberto, y adyacente a la iglesia de San Severo al Pendino.
El Palacio Cuomo (italiano: Palazzo Cuomo) fue construido en un estilo renacentista, con una fachada de piedra de sillería, desde 1464 a 1490 por el rico comerciante Angelo Como (o Cuomo). El arquitecto escogido fue florentino Giuliano da Maiano. Fue vendido en 1587 e incorporado en un monasterio adyacente. En 1881-82, debido a la demolición y construcción durante la renovación urbana de Nápoles, todo el edificio fue desmantelado y se trasladó unos 20 metros para ensanchar la calle. El museo fue inaugurado en 1888 por Gaetano Filangieri Junior (1824-92), príncipe de Satriano.
Gran parte de la colección fue destruida en la Segunda Guerra Mundial por las tropas alemanas en retirada durante septiembre de 1943. Desde entonces las obras de otros sitios napolitanos fueron incorporadas posteriormente para formar una nueva colección.

## Véase también

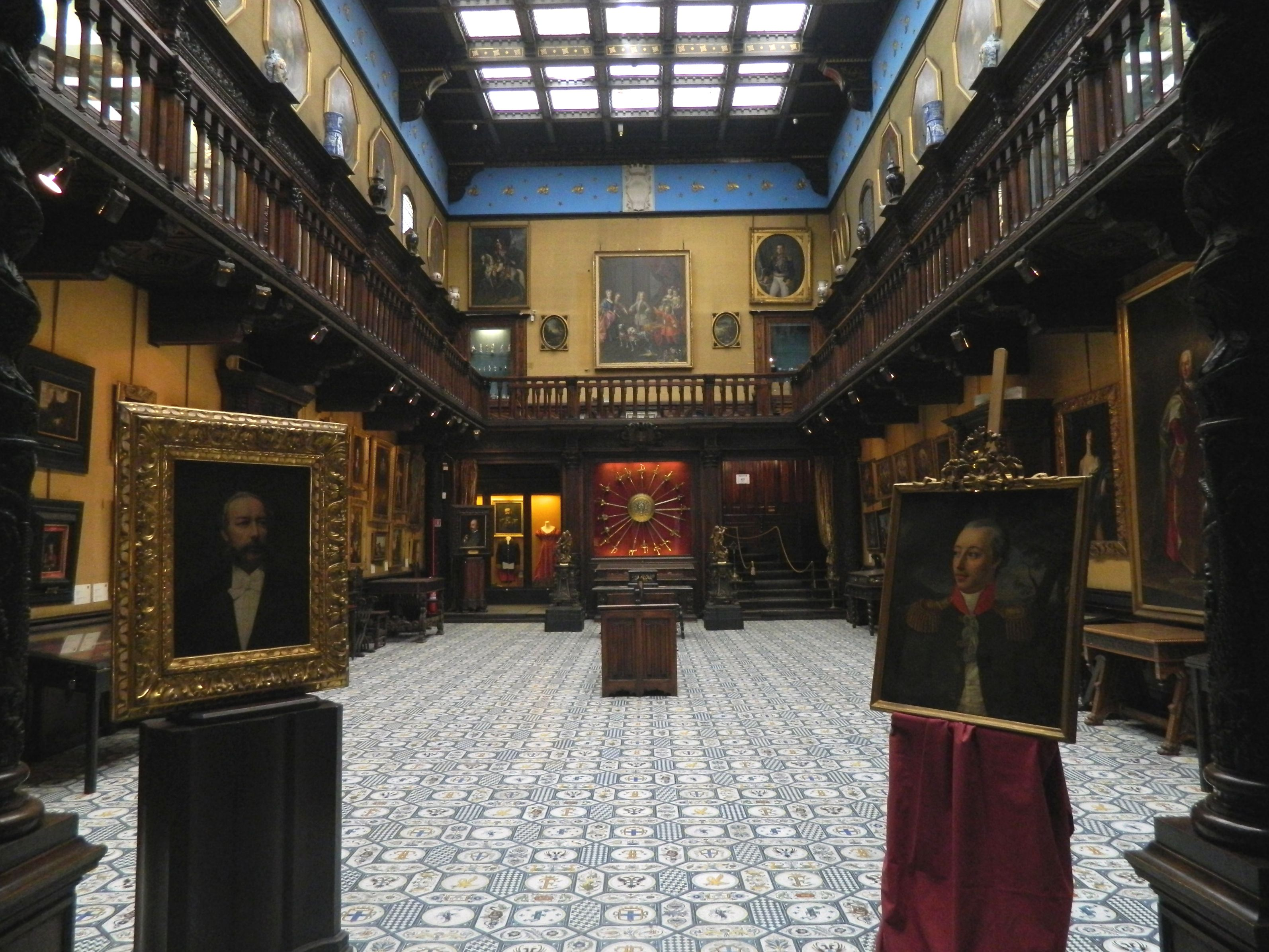
Vista interna